# Красноголовець сосновий
Красноголовець сосновий або Червоноголовець лисячий (Leccinum vulpinum) — вид базидіомікотових грибів родини болетові (Boletaceae).

## Опис
Капелюшок червоно-бурий, характерного неприродного «темно-малинового» кольору, який особливо відверто проявляється у дорослих грибів. У молодих екземплярів капелюшок надітий на ніжку врівен, з віком, природно, розкривається, набуваючи подушкоподібної форми. Розміри капелюшка можуть бути дуже великі, 8-15 см в діаметрі (в хороший рік можна зустріти капелюх і побільше). Шкірочка оксамитова, суха. Щільна біла м'якоть без особливого запаху і смаку на розрізі швидко синіє, потім чорніє. Характерна риса — як і у дубового різновиду підосичника Leccinum quercinum, м'якоть місцями може темніти, не чекаючи розрізу.
Гіменофор: Трубчастий шар в молодості білий, потім сірувато-кремовий, при натисканні забарвлюється в червоний колір. Споровий порошок жовто-бурий. Ніжка завдовжки до 15 см, діаметром до 5 см, суцільна, циліндрична, потовщена до низу, біла, біля основи іноді зеленувата, глибоко йде в землю, вкрита поздовжніми волокнистими лусочками бурого кольору, що роблять її оксамитовою на дотик.

## Поширення
Зустрічається з червня до початку жовтня в хвойних і змішаних лісах, утворюючи мікоризу строго з сосною. Особливо рясно плодоносить (і ефектно виглядає) під мохом.

## Синоніми
- Boletus vulpinus (Watling) Hlaváček, Mykologický Sborník 67(4-5): 113 (1990)
- Krombholziella vulpina (Watling) Šutara, Česká Mykol. 36(2): 83 (1982)
- Leccinum aurantiacum var. vulpinum (Watling) Pilát, Z. Pilzk. 31(1/2): 7 (1966) [1965]
- Polyporus vulpinus (Link) Fr., Systema mycologicum (Lundae) 1: 361 (1821)
- Xanthochrous vulpinus (Link) Bourdot & Galzin, Bull. trimest. Soc. mycol. Fr. 41: 202 (1925)